# كينغ ولسي
كينغ ولسي هو مربي ماشية وسياسي أمريكي، ولد في 1832، وتوفي في 30 يونيو 1879. نشط حزبياً في الحزب الديمقراطي.